# Melissa (gemeente)
Melissa is een gemeente in de Italiaanse provincie Crotone (regio Calabrië) en telt 3347 inwoners (31-12-2004). De oppervlakte bedraagt 50,9 km², de bevolkingsdichtheid is 63,7 inwoners per km².
De volgende frazioni maken deel uit van de gemeente: Torre Melissa.

## Demografie
Melissa telt ongeveer 1116 huishoudens. Het aantal inwoners daalde in de periode 1991-2001 met 30,7% volgens cijfers uit de tienjaarlijkse volkstellingen van ISTAT.
| Jaar | Inwoneraantal |
| ---- | ------------- |
| 1991 | 4683          |
| 2001 | 3245          |

## Geografie
De gemeente ligt op ongeveer 256 meter boven zeeniveau.
Melissa grenst aan de volgende gemeenten: Carfizzi, Casabona, Cirò, Cirò Marina, San Nicola dell'Alto, Strongoli.